# Cyndi Lauper
Cynthia Ann Stephanie Lauper (Brooklyn, New York, SAD, 22. lipnja 1953.) poznatija kao Cyndi Lauper, pjevačica je čiji su melodičan glas i divlji način odijevanja simbol 1980-ih, desetljeća u kojem je došla do slave.

## Životopis
Cyndi Lauper rođena je u Queensu, New York. Karijeru je započela u sastavu Blue Angel, a 1983. godine počela je vezu sa svojim menadžerom Davidom Wolffom, koji joj je pomogao izdati She's So Unusual, hit-album koji je od nje napravio svjetski poznato ime. Album je bio mješavina tinejdžerskog pop-rocka i žešćih, gotovo punk-zvukova; najveći hit s albuma, „Girls Just Wanna Have Fun”, ubrzo se etablirao kao omiljena pjesma žena diljem svijeta. Za taj je album 1984. osvojila nagradu Grammy u kategoriji najboljeg novog izvođača, a postala je i prva žena s četiri uzastopna hita među prvih pet na ljestvici singlova.
Na albumu su se također nalazile pjesme „She Bop”, o ženskoj masturbaciji, i romantična balada „Time After Time”, instant-klasik koji će poslije obraditi preko 70 izvođača. Postala vrlo popularna među tinejdžerskom populacijom, zahvaljujući popularnom punk-imidžu iz kasnih '70-ih prilagođenom mainstream publici. U ovom stadiju karijere često je uspoređivana s Madonnom.
Godine 1986., nakon što je snimila pjesmu za soundtrack filma Goonies, izdaje svoj drugi album, True Colors. Album nešto zrelijeg zvuka dosegao je broj 4 na američkoj ljestvici singlova, a naslovna pjesma postala je njen drugi platinasti singl.
Dvije godine poslije, 1988. pojavila se u glavnoj ulozi u neobičnoj komediji Vibes, koji su kritika i publika potpuno sasjekli. Pjesma koju je snimila za soundtrack filma, „Hole In My Heart (All the Way to China)”, također je komercijalno propao.
Treći album Cyndi Lauper, A Night to Remember iz 1989., iako toplo primljen kod kritike, nije bio komercijalno uspješan kao njegovi prethodnici i stvorio je tek jedan hit, „I Drove All Night”.
Godine 1990. pridružila se mnogim drugim slavnim gostima na ogromnom nastupu Rogera Watersa na Berlinskom zidu.
Nakon toga se odlučila na odmor od pjevanja, i ponovno se pojavila 1993. godine s hvaljenim albumom Hat Full of Stars, ali prodaja tog albuma bila je slaba, djelomično i zato što se, uz novi R&B prizvuk, u svojim tekstovima Cindy osvrnula na teške teme, kao što su nasilje u obitelji i pobačaj. 
Godine 1995. osvojila je Emmy u kategoriji najbolje gošće u humorističnoj TV-seriji za pojavljivanje u seriji Lud za tobom. Također, iste godine izdaje kompilaciju 12 Deadly Cyns... And Then Some.
Njen album iz 1997., Sisters of Avalon, vratio ju je u središte pozornosti; s tematikom još ozbiljnijom nego prije, vrlo je prihvaćen u gay zajednici zbog klupskog disco zvuka. Tom, tzv. ružičastom prizvuku potpomogle su i pjesme „Ballad of Cleo and Joe” koja govori o zamršenom dvostrukom životu transseksualne osobe i „You Don't Know” koja se bavi nezgodnom temom otkrivanja homoseksualnosti. Postala je česta gošća na gay pride događanjima diljem svijeta.
Godine 2002. počela je s radom na albumu Naked City, koji je na koncu objavljen 2003. godine pod nazivom At Last, i dosegao ljestvice singlova u SAD i Australiji. 2005. Nagradu Grammy osvojila je 2005. u kategoriji najbolje instrumentalne skladbe u pratnji vokala za svoju interpretaciju skladbe „Unchained Melody” na tom albumu.
Cyndi i danas ima veliku bazu obožavatelja i živi u New Yorku sa suprugom, glumcem Davidom Thorntonom, i njihovim djetetom.

## Diskografija

### Albumi
- Blue Angel (1980., sa sastavom Blue Angel)
- She's So Unusual (1984.)
- True Colors (1986.)
- A Night to Remember (1989.)
- Hat Full of Stars (1993.)
- Twelve Deadly Cyns...and Then Some (1994.)
- Sisters of Avalon (1996.)
- Merry Christmas...Have a Nice Life (1998.)
- The Essential Cyndi Lauper (2003.)
- At Last (2003.)
- The Body Acoustic (2005.)
- Bring Ya To The Brink (2008.)
- Memphis Blues (2010.)
- Detour (2016.)

### Mini-albumi (EP ploče)
- The Best Remixes (1989.)
- Wanna Have Fun (1998.)
- Shine E.P. (2002.)
- Shine Remixes (2003.)
- Hey Now! (Remixes and Rarities) (2005.)

## Filmografija
- 1985. Goonies (cameo-uloga)
- 1988. Vibes
- 1991. Off and Running
- 1993. Život s Mikeyem
- 1994. Gđa Parker i začarani krug (cameo-uloga)
- 1999. Oportunisti
- 2005. The Naked Brothers Band

## Vanjske poveznice
- Službena web-stranica Cyndi Lauper
- Cyndi Lauper na IMDB-u